# کریستین کولمن
کریستین کولمن (انگلیسی: Christian Coleman؛ زادهٔ ۶ مارس ۱۹۹۶) دونده دو سرعت اهل ایالات متحده آمریکا است که در ماده‌های ۱۰۰ متر و ۲۰۰ متر رقابت می‌کند. وی دارندهٔ دو مدال طلا در مسابقات جهانی دو ومیدانی در سال ۲۰۱۹ در ماده‌های دو ۱۰۰ متر و دو ۴ در ۱۰۰ متر امدادی است.